# Бельвуд (Кентуккі)
Бельвуд (англ. Bellewood) — місто (англ. city) в США, в окрузі Джефферсон штату Кентуккі. Населення — 340 осіб (2020).

## Географія
Бельвуд розташований за координатами 38°15′39″ пн. ш. 85°39′34″ зх. д. / 38.26083° пн. ш. 85.65944° зх. д. (38.260825, -85.659376).  За даними Бюро перепису населення США в 2010 році місто мало площу 0,21 км², уся площа — суходіл.

## Демографія
Згідно з переписом 2010 року, у місті мешкала 321 особа в 130 домогосподарствах у складі 87 родин. Густота населення становила 1530 осіб/км².  Було 135 помешкань (644/км²).
Расовий склад населення:
| - 96,0 % — білих - 2,5 % — чорних або афроамериканців - 0,3 % — азіатів |

До двох чи більше рас належало 0,3 %. Частка іспаномовних становила 0,6 % від усіх жителів.
За віковим діапазоном населення розподілялося таким чином: 27,1 % — особи молодші 18 років, 57,6 % — особи у віці 18—64 років, 15,3 % — особи у віці 65 років та старші. Медіана віку мешканця становила 38,3 року. На 100 осіб жіночої статі у місті припадало 95,7 чоловіків;  на 100 жінок у віці від 18 років та старших — 88,7 чоловіків також старших 18 років.
Середній дохід на одне домашнє господарство  становив 127 971 долар США (медіана — 106 750), а середній дохід на одну сім'ю — 154 414 долари (медіана — 133 750). Медіана доходів становила 83 750 доларів для чоловіків та 78 750 доларів для жінок. За межею бідності перебувало 0,9 % осіб, у тому числі 0,0 % дітей у віці до 18 років та 0,0 % осіб у віці 65 років та старших.
Цивільне працевлаштоване населення становило 172 особи. Основні галузі зайнятості: освіта, охорона здоров'я та соціальна допомога — 34,9 %, фінанси, страхування та нерухомість — 14,5 %, науковці, спеціалісти, менеджери — 12,8 %.